# Can Puig (Sant Boi de Llobregat)
Can Puig és una obra del municipi de Sant Boi de Llobregat (Baix Llobregat) protegida com a bé cultural d'interès local.

## Descripció
Es tracta d'una casa senyorial de planta baixa i dos pisos, amb coberta de teula àrab a dues vessants que es prolonga amb ample ràfec sobre la façana. A la façana destaca un gran sòcol de pedra vista a la part baixa. Els murs són de pedra arrebossada que contrasta amb els carreus ben tallats i aparellats de la porta i de les finestres de la planta noble. També destaca el maó vist dels arcs i muntants dels vans superiors de les golfes. La clara distribució horitzontal de la façana, organitzada en tres pisos i marcant una clara simetria en les formes i disposició dels vans, són característiques clarament renaixentistes. La combinació de finestres quadrades i arcs rebaixats de mig punt, així com els relleus esculpits d'algunes finestres i de l'heràldica, també són elements de caràcter renaixentista.

## Història
La data que consta a la façana és la de 1604, però la família Serdanya construí aquesta casa al segle xvi. La família Serdanya va donar batlles a la vila pel nomenament directe de la senyora Abadessa de Valldonzella, mestressa de la Pobla Arlovina.
El primer dels Puig era ja de les darreries del segle xvi, Francisco de Puig, Conseller de Sa Majestat.
Posteriorment el casal va ser molt restaurat i modificat al seu interior, a fi de condicionar-lo com a habitatges diversos.